# Sieber (Familienname)
Sieber ist ein deutscher Familienname.

## Herkunft und Bedeutung
Sieber ist ein Berufsname bzw. ein Patronym.

## Namensträger

### A
- Adolf Sieber (* 1889), deutscher Kapitän zur See der Kriegsmarine
- Adrian  Sieber (Musiker) (* 1972), Schweizer Popmusiker
- Adrian Sieber (Komponist) (* 1975), deutscher Komponist und Gitarrist
- Al Sieber (Albert Sieber; 1843–1907), deutscher Auswanderer und Soldat
- Alfred Sieber (1896–nach 1944), deutscher Jurist, Amtshauptmann und Landrat
- Andreas Sieber (1518–1594), deutscher Politiker, Bürgermeister von Leipzig
- Artur Eccarius-Sieber (1864–1919), deutscher Musikpädagoge

### B
- Bernhard Sieber (* 1990), österreichischer Ruderer
- Björn Sieber (1989–2012), österreichischer Skirennläufer

### C
- Carl Sieber (Sänger) (eigentlich Caspar Sieber; 1795/1796–1829), Schweizer Opernsänger (Bass)
- Carl Sieber (Politiker) (um 1810–vor 1904), deutscher Rittergutsbesitzer und Politiker
- Carl Sieber (Herausgeber) (1897–1945), deutscher Jurist und Herausgeber
- Christoph Sieber (Kabarettist) (* 1970), deutscher Kabarettist
- Christoph Sieber (Windsurfer) (* 1971), österreichischer Windsurfer
- Claudius Sieber-Lehmann (* 1956), Schweizer Historiker

### D
- David Sieber (* 1962), Schweizer Journalist

### E
- Ernst Sieber (Widerstandskämpfer) (1916–1994), deutscher Widerstandskämpfer
- Ernst Sieber (Fußballspieler) (1920–2012), deutscher Fußballspieler
- Ernst Sieber (Pfarrer) (1927–2018), Schweizer Pfarrer, Autor, Leiter eines Sozialwerks und Nationalrat
- Eugen H. Sieber (1901–1982), deutscher Ökonom, Hochschullehrer für Betriebswirtschaftslehre

### F
- Ferdinand Sieber (1822–1895), österreichisch-deutscher Sänger und Gesangspädagoge
- Fiona Sieber (* 2000), deutsche Schachspielerin
- Franz Wilhelm Sieber (1789–1844), österreichischer Botaniker
- Friedrich Sieber (Volkskundler) (1893–1973), deutscher Pädagoge und Volkskundler
- Friedrich Sieber (Maler) (1925–2002), deutscher Maler
- Fritz Sieber (1925–2004), deutscher Unternehmensgründer (Simba-Dickie-Group)

### G
- Georg Sieber (* 1935), deutscher Polizeipsychologe und Organisationsberater
- Gottfried Sieber (* 1940), deutscher Ordensgeistlicher, Abt von Inkamana
- Gregor Emmenegger Sieber (* 1972), Schweizer Patristiker
- Guido Sieber (* 1963), deutscher Comicautor, Maler und Grafiker
- Günter Sieber (1930–2006), deutscher Politiker (SED) und Diplomat

### H
- Hans Sieber (1902–1996), deutscher Jurist und Ornithologe
- Harry Sieber (* 1941), deutscher Fußballspieler
- Heinrich Sieber (1836–1896), deutscher Seifenfabrikant und Politiker
- Helmut Sieber (1908–1977), deutscher Jurist und Sachbuchautor
- Horst Sieber (1938–2025), deutscher Politiker (CDU)
- Hugo Sieber (1911–1990), Schweizer Ökonom, Professor für Volkswirtschaftslehre

### I
- Ivo Sieber (* 1957), Schweizer Diplomat

### J
- Jakob Sieber (1845–1915), Schweizer Politiker
- Jean-Georges Sieber (Johann Georg Sieber; 1738–1822), französischer Musikverleger deutscher Herkunft
- Joachim Sieber (* 1962), deutscher Architekt
- Johann Sieber (Postbeamter), deutscher Postbeamter
- Johann Caspar Sieber (auch Johann Kaspar Sieber; 1821–1878), Schweizer Sozialreformer und Politiker
- Johann David Sieber (um 1670–1723), böhmischer Orgelbauer
- Johannes Sieber (* 1975), Schweizer Kulturunternehmer und Politiker
- Jörg Sieber (* 1961), deutscher Rocksänger, Toningenieur und Komponist
- Josef Sieber (später Josef Štolba; 1897–1953), tschechoslowakischer Offizier und Erfinder, siehe Štolba-Chiffriermaschine
- Josef Sieber (Schauspieler) (1900–1962), deutscher Schauspieler
- Josef Sieber (Gartenbauwissenschaftler) (Rosenprofessor; 1920–2011), deutscher Gartenbauwissenschaftler und Hochschullehrer
- Justus Sieber (1628–1695), deutscher Theologe

### K
- Karl Sieber (Maler) (1895–?), deutscher Maler und Restaurator
- Karl Sieber (Unternehmer) (1905–1983), deutscher Ingenieur und Unternehmer
- Karl Heinrich Sieber (1888–1946), deutscher Politiker (CNBLP, NSDAP)
- Kurt Sieber (* 1936), deutscher Politiker (FDP)

### L
- Lothar Sieber (1922–1945), deutscher Pilot
- Ludwig Sieber (1833–1891), Schweizer Bibliothekar
- Lukas Sieber (* 1994), Schweizer Eishockeyspieler

### M
- Manuela Sieber (* 1967), deutsche Musikerin
- Marc Sieber (Historiker) (1927–2010), Schweizer Historiker, Politiker (LDP, LPS) und Manager
- Marc Sieber (Tennisspieler) (* 1988), deutscher Tennisspieler
- Marcin Sieber (* 1996), deutscher Fußballspieler
- Marco Sieber (* 1989), Schweizer Astronauten-Kandidat der ESA
- Maren Sieber (* 1973), deutsche Moderatorin
- Max Sieber (* 1943), Schweizer Regisseur und Produzent
- Michael Sieber (* 1947), deutscher Politiker (CDU)

### N
- Nicole Sieber (* 1999), Schweizer Unihockeyspielerin
- Nikolai Iwanowitsch Sieber (1844–1888), russischer Wirtschaftswissenschaftler und Publizist
- Norbert Sieber (* 1969), österreichischer Politiker

### O
- Oliver Sieber (* 1966), deutscher Fotograf

### P
- Pascal Sieber (* 1977), Schweizer Curler
- Paul Sieber (* 1993), österreichischer Ruderer
- Peter Sieber (* 1954), Schweizer Germanist, Sprachwissenschaftler und Hochschullehrer

### R
- Rolf Sieber (1929–2020), Rektor der HfÖ Berlin, DDR-Botschafter in den USA
- Rudolf Sieber (1897–1976), US-amerikanischer Filmproduzent
- Rudolf Sieber-Lonati (1924–1990), österreichischer Illustrator

### S
- Siegfried Sieber (1885–1977), deutscher Heimatforscher und Lehrer
- Stephan Sieber (Musiker) (* 1962), Schweizer Musiker und Komponist
- Stephan A. Sieber (Stephan Axel Sieber; * 1976), deutscher Chemiker und Hochschullehrer

### T
- Thomas Sieber (1968–2022), Maler und Zeichner
- Tobias Sieber (* 1994), deutscher E-Sportler

### U
- Ulrich Sieber (Bibliothekar) (* 1938), deutscher Bibliothekar
- Ulrich Sieber (Jurist) (* 1950), deutscher Rechtswissenschaftler
- Ulrich Sieber (Manager) (* 1965), deutscher Bankmanager
- Ursel Sieber (1957–2023), deutsche Journalistin

### V
- Verena Sieber-Fuchs (* 1943), Schweizer Textilkünstlerin, Designerin und Grafikerin
- Volker Sieber (* 1970), deutscher Chemiker und Hochschullehrer

### W
- Walter Sieber (1904–1969), deutscher Filmkomponist und Dirigent
- Wolfgang Sieber (Politiker) (1934–2017), deutscher Manager und Politiker (SED)
- Wolfgang Sieber (Musiker) (* 1954), Schweizer Musiker, Komponist und Arrangeur